# Joeropsis gertrudae
Joeropsis gertrudae is een pissebed uit de familie Joeropsididae. De wetenschappelijke naam van de soort is voor het eerst geldig gepubliceerd in 1989 door Mueller.